# Distretto 8 (Düsseldorf)
Il distretto 8 è uno dei 10 distretti urbani (Stadtbezirk) della città tedesca di Düsseldorf.

## Suddivisione amministrativa
Il distretto 8 è diviso in 4 quartieri (Stadtteil):
- 081 Lierenfeld
- 082 Eller
- 083 Vennhausen
- 084 Unterbach